# Beccariola overbekci
Beccariola overbekci es una especie de coleóptero de la familia Endomychidae.

## Distribución geográfica
Habita en Java y la India.